# خوسيه أنطونيو راميريز لوبيز
خوسيه أنطونيو راميريز لوبيز (بالإسبانية: José Antonio Ramírez)‏ هو محامي إسباني، ولد في 1908، وتوفي في 1987.